# Шарлотта Веллс
Шарло́тта Веллс (англ. Charlotte Wells; нар. 13 червня 1987) — шотландська режисерка, сценаристка та продюсерка. Найбільш відома своїм дебютним повнометражним фільмом Після сонця.

## Життєпис
Шарлотта Веллс народилася 13 червня 1987 року в Единбурзі, Шотландія. Її тато помер, коли їй було 16 років. Вона навчалася в Кінгс-коледжі у Лондоні, після цього — в Оксфорді а потім — в Університеті Нью-Йорку. Також вона працювала у сфері фінансів у Нью-Йорку, а в 2010 році відкрила у Лондоні агенцію по найму для DIT-спеціалістів.

## Творчість
Режисерський і сценарний досвід Веллс почався з короткометражних фільмів «Вівторок» (2015), «Кола» (2017), і «Блакитне Різдво» (2017). Ці фільми, що активно зверталися до особистого досвіду Шарлотти, були добре сприйняті критиками, а «Кола» отримав нагороди на фестивалях «Sundance» and SXSW.
У 2022 році нею був знятий перший повнометражний фільм Після сонця (Aftersun). Фільм отримав понад 80 нагород, серед яких премія БАФТА у кіно, премія британського незалежного кіно, приз журі на фестивалі в Каннах.